# Попов, Анатолий Фёдорович
Анатолий Фёдорович Попов (1917—1991) — советский военный лётчик. Участник Великой Отечественной войны. Герой Советского Союза (1944). Полковник.

## Биография
Родился 26 декабря 1917 года в губернском городе Перми Советской России (ныне административный центр Пермского края Российской Федерации) в семье рабочего-металлурга. Русский. С ранних лет жил с родителями в заводском посёлке Добрянка.
Окончил 10 классов Добрянской средней школы № 1. В 1936 году был призван Добрянским районным военкоматом в ряды Рабоче-крестьянской Красной Армии. Отслужив срочную службу, решил связать свою жизнь с военной авиацией. В 1940 году окончил Первое Чкаловское военное авиационное училище лётчиков имени К. Е. Ворошилова, а в 1941 году — Первую высшую Рязанскую школу штурманов ВВС Красной Армии.
В сентябре 1941 года был направлен на авиабазу Монино, где лётчики ВВС Красной Армии проходили переобучение на самолётах Пе-2. Стажировку проходил вместе с лётчиками 2-го авиационного полка дальней разведки Главного Командования Красной Армии. 15 октября 1941 года был официально зачислен в состав 3-й авиационной эскадрильи.
В боях с немецко-фашистскими захватчиками с конца октября 1941 года. Участник Битвы за Москву. Во время обороны столицы производил разведку железнодорожных и автомобильных дорог, железнодорожных узлов, аэродромов противника в районах Михайлова, Сталиногорска, Калуги, Можайска. Добытые им сведения всегда имели исключительную ценность и позволяли командованию Красной Армии своевременно вскрывать замыслы противника. 13 боевых вылетов совершил в тяжелейших погодных условиях: во время сильных снегопадов он на бреющем полёте производил разведку ближних и дальних подступов к Москве с целью обнаружения механизированных колонн противника. В первый год войны лётчики разведывательной авиации во время выполнения боевых заданий нередко производили штурмовки обнаруженных целей. Экипаж Анатолия Попова производил бомбардировку вражеских эшелонов на станциях Смоленск, Калуга и Пустошка, наносил удары по войскам противника на дороге Смоленск—Вязьма, сбросив в общей сложности 10 тонн фугасных и осколочных авиабомб. Боевую работу воздушные разведчики, как правило, вели без прикрытия истребителей одиночными экипажами в условиях полного превосходства в воздухе немецкой авиации.
Во время одного из разведывательных полётов 11 января 1942 года самолёт лейтенанта Анатолия Попова в районе Калуги был атакован вражескими истребителями и подбит. Сумел довести горящую машину до линии фронта и посадить её на своей территории, чем спас экипаж и доставил командованию ценные разведданные. Лётчик получил ожоги лица и рук и был отправлен в госпиталь.
Вернулся в свою часть в феврале 1942 года, и уже в первом после госпиталя вылете он под сильным зенитным огнём сделал снимки железнодорожного узла Смоленск, а на обратном пути произвёл штурмовку немецкого эшелона в Ярцево. После разгрома немецко-фашистских войск под Москвой лётчики 2-го авиационного полка дальней разведки приступили к выполнению разведывательных заданий с целью сбора информации о противнике, необходимой для планирования Ставкой Верховного Главнокомандования операций Красной Армии в весенне-летний период 1942 года. 3-я эскадрилья, в которой он служил, с февраля 1942 года вела боевую работу с аэродрома Выползово.
Весной 1942 года был произведён в старшие лейтенанты и получил назначение на должность командира звена. К 8 августа 1942 года совершил 43 боевых вылета на глубокую разведку по вскрытию тылов и аэродромной сети противника. В 37 случаях задание командования было выполнено экипажем Анатолия Попова «на отлично». За это время он пролетел над территорией, занятой противником, около 14 000 километров, обнаружил 135 железнодорожных эшелонов, 2450 автомашин с войсками и грузами, до 400 самолётов. Его экипажем были обнаружены два новых немецких аэродрома и выявлен один ложный аэродром. 13 мая 1942 года в условиях низкой облачности и при постоянном противодействии зенитной артиллерии произвёл разведку автодорог по маршруту Великие Луки—Невель—Пустошка—Опочка—Новоржев—Локня—Холм. При этом на одном из участков он произвёл штурмовку вражеской автоколонны и зажёг несколько автомашин с грузами.
17 июня 1942 года экипаж под командованием Анатолия Попова произвёл разведку аэродрома в Орше, после чего по своей инициативе произвёл разведку Витебска, обнаружив аэродром с 70-ю самолётами, скопление большого количества эшелонов и автомашин. В Смоленске экипаж, несмотря на противодействие двух истребителей Ме-110, произвёл фотографирование аэродрома, на котором базировалось до 120 самолётов различного типа. 10 июля 1942 года, действуя на высоте 25 метров, семи километрах от города Остров обнаружил ранее неизвестный и хорошо замаскированный аэродром противника с 50-ю самолётами. 3 августа 1942 года при выполнении боевого задания на дальнем маршруте на самолёте отказал левый двигатель. На одном моторе пролетел более 320 километров и благополучно посадил самолёт на своём аэродроме, доставив важные разведданные.
В январе 1943 года полк принимал участие в операции «Искра», в ходе которой была прорвана блокада Ленинграда, и Великолукской операции. За проявленные отвагу, стойкость, дисциплину и организованность, за героизм личного состава в боях с немецкими захватчиками приказом Народного комиссара обороны СССР № 64 от 08.02.1943 года в 2-й авиационный полк дальней разведки был преобразован в 47-й гвардейский. В дальнейшем полк обеспечивал командование Красной Армии разведданными при подготовке и проведении Демянской и Ржевско-Вяземской операций. В период ликвидации демянского плацдарма Анатолий Попов дважды производил фотосъёмку обороны противника в Рамушевском коридоре. В период боевых операций производил разведку тылов противника, его коммуникаций, узлов сопротивления, вскрывал подход резервов, обследовал пути отхода. Действуя с оперативного аэродрома в Андреаполе, осуществил разведку обороны неприятеля в треугольнике Великие Луки—Невель—Новосокольники. Полученная им информация была использована при подготовке Невельской операции. В марте 1943 года был назначен заместителем командира 3-й авиационной эскадрильи. Вскоре ему было присвоено звание капитана. Весной и летом 1943 года эскадрильи полка вели разведывательную работу по обеспечению Ставки ВГК информацией для подготовки и проведения Орловской, Брянской и Смоленско-Рославльской операций.
Всего к 1 октября 1943 года по заданиям Главного Командования в интересах Западного, Калининского, Северо-Западного, Волховского и Брянского фронтов совершил 80 успешных боевых вылетов на разведку транспортной инфраструктуры противника, его аэродромной сети, переднего края обороны и дальних тылов в районы Калуги, Можайска, Вязьмы, Ржева, Калинина, Смоленска, Рославля, Брянска, Кричева, Могилёва, Орши, Витебска, Минска, Вильно, Полоцка, Даугавпилса, Риги, Пскова и других населённых пунктов. Над территорией, занятой врагом, провёл в общей сложности 320 часов, что соответствует 120 000 пройденных километров. Им вскрыто 2300 железнодорожных составов противника с общим числом вагонов и платформ с грузами и техникой 80 500 единиц, до 2000 танков и бронемашин, до 15 000 автомашин с войсками и военным имуществом, до 10 000 самолётов, до 150 зенитных батарей, 25 транспортных кораблей, 150 барж, 75 катеров и других видов морского и речного транспорта, до 20 новых и 3 ложных аэродромов. 67 раз фотографирование военных объектов противника производилось в сложных погодных условиях. 170 раз его самолёт был обстрелян зенитной артиллерией и 4 раза атакован вражескими истребителями. Шесть раз приводил свой самолёт на аэродром на одном двигателе. За достигнутые боевые успехи ему 5 раз объявлялась благодарность от имени заместителя начальника штаба по разведке ВВС Красной Армии и 2 раза — от имени командира полка. Ему дважды выплачивались премии на общую сумму 11 000 рублей.
Указом Президиума Верховного Совета СССР «О присвоении звания Героя Советского Союза офицерскому составу военно-воздушных сил Красной Армии» от 4 февраля 1944 года за «образцовое выполнение боевых заданий командования на фронте борьбы с немецкими захватчиками и проявленные при этом отвагу и геройство» был удостоен звания Героя Советского Союза с вручением ордена Ленина и медали «Золотая Звезда».
В январе 1944 года участвовал в Новгородско-Лужской операции, в ходе которой была окончательно снята блокада Ленинграда. Экипаж под его командованием по заданию разведуправления ВВС Красной Армии в интересах 6-й и 14-й воздушных армий осуществлял разведку железнодорожных узлов и транспортных магистралей северо-западных районов РСФСР и Прибалтики, вскрывал места базирования немецкой авиации на аэродромах Гатчина, Сиверская, Лисино, Любань, Мга, Дно, вёл наблюдение за переброской резервов морским путём, осуществлял контроль за портами Нарва, Кунда и Таллин.
Летом 1944 года участвовал в освобождении Белоруссии и Прибалтики. За образцовое выполнение заданий командования при форсировании реки Березины и освобождении города Борисова 47-му гвардейскому полку дальней разведки было присвоено почётное наименование «Борисовский». 25 июля 1944 года полк был переименован в 47-й отдельный гвардейский разведывательный авиационный полк. 15 августа 1944 года был назначен командиром 3-й эскадрильи. К середине февраля 1945 года его эскадрилья осуществила 177 боевых вылетов на разведку войск противника, в ходе которых было обнаружено 2800 железнодорожных составов противника, 1350 самолётов, 540 танков, 7050 автомобилей, 8020 повозок с грузами. Лётчиками эскадрильи вскрыли позиции более 20 зенитных батарей, сбросили в тылу неприятеля более 400 000 единиц агитационных материалов. Вылетал на самые ответственные задания.
В преддверии Висло-Одерской операции произвёл разведку обороны противника на участке Рава-Мазовецка—западный берег реки Равка—река Рылька до её впадения в реку Пилица. В ходе Восточно-Померанской операции водил свою эскадрилью на разведку немецкой обороны на участке Дойч-Эйлау—Млава. Эскадрилья под командованием Анатолия Попова также своевременно обнаружила эвакуацию немецких войск из портов Западной Померании и определила её направление. Во время работы в должности командира эскадрильи уделял большое внимание подготовке молодых лётчиков к боевой работе. Под его руководством лётчики эскадрильи провели 111 учебно-тренировочных полётов.
Боевой путь завершил на аэродроме Торн. В июне 1945 года, уже после окончания Великой Отечественной войны, эскадрилья Анатолия Попова, действуя с аэродрома Иновроцлав, выполняла спецзадания Генерального штаба Красной Армии по фотографированию территории Польши и Германии в картографических целях.
После окончания Великой Отечественной войны продолжил службу в военно-воздушных силах СССР. В 1952 году окончил Военно-воздушную академию и в 1959 году — Военную академию Генштаба. В запас уволился в 1970 году в звании полковника.
Жил в городе Риге. Работал старшим преподавателем гражданской обороны в Рижском политехническом институте.
Скончался 8 февраля 1991 года. Похоронен в городе Риге Латвийской Республики на Плявниекском кладбище.

## Награды
- Медаль «Золотая Звезда» (04.02.1944);
- орден Ленина (04.02.1944);
- три ордена Красного Знамени (20.06.1942; ??; ??)
- орден Александра Невского (22.02.1945);
- два Орден Отечественной войны 1-й степени (21.02.1943; 11.03.1985);
- два ордена Красной Звезды;
- медали.

## Память
- Имя Героя Советского Союза А. Ф. Попова присвоено самолёту МиГ-25РБ с бортовым номером 16 47-го гвардейского Борисовского Краснознамённого ордена Суворова III степени разведывательного авиационного полка.

## Документы
- Общедоступный электронный банк документов «Подвиг Народа в Великой Отечественной войне 1941—1945 гг.» Дата обращения: 11 ноября 2012. Архивировано из оригинала 13 марта 2012 года.

Представление к званию Героя Советского Союза. Дата обращения: 10 ноября 2012. Архивировано 7 января 2013 года.
Орден Александра Невского (наградной лист и приказ о награждении). Дата обращения: 11 ноября 2012. Архивировано 7 января 2013 года.
Орден Отечественной войны 1-й степени (наградной лист и приказ о награждении). Дата обращения: 11 ноября 2012. Архивировано 7 января 2013 года.